# Montesita
La Montesita fou una bicicleta fabricada per Montesa entre 1979 i 1983, dissenyada per a la pràctica del Trialsín (esport anomenat actualment bicitrial). Fou l'única bicicleta que fabricà Montesa al llarg de la seva història i representà un èxit comercial per a l'empresa, ja que era la primera bicicleta de trial fabricada en sèrie i venia a cobrir una veta de mercat desatès fins aleshores (per bé que de trial en bicicleta se'n venia fent de feia uns anys, els seus practicants es conformaven a fer-ho amb bicicletes de passeig més o menys adaptades). Per a reblar el clau, Montesa feu coincidir la presentació d'aquest model amb el llançament del trialsín, un nou reglament del trial en bicicleta que fou ràpidament reconegut per la federació de ciclisme, esdevenint així oficial i agafant en poc temps una popularitat que aquest esport, anomenat fins al moment Bici-Trial, no havia conegut mai (val a dir que Montesa començà a fabricar les Montesita sense haver sentit mai a parlar del Bici-Trial).
El fet que una empresa com Montesa, cèlebre justament per les seves motocicletes de trial, llancés al mercat una bicicleta pensada específicament per a aquest esport, dotada de tota mena d'innovacions tecnològiques i amb una estètica atractiva (quadre de color vermell llampant, manillar negre, placa porta-números groga, pneumàtics de trial...) representà un punt d'inflexió històric, fins al punt que hom pot considerar la Montesita com a responsable directa de l'èxit actual del biketrial, un esport en què Catalunya ha excel·lit sempre, tant pel que fa als pilots com en l'apartat tecnològic (Monty, continuadora del projecte de la Montesita, és actualment la referència mundial entre els fabricants del sector).

## Història
Cap a 1976, Pere Pi (directiu de Montesa i antic campió de motociclisme) començà a treballar en un projecte personal de bicicleta de trial. La idea se li acudí quan li robaren la bicicleta al seu fill Ot i, a l'hora de comprar-n'hi una de nova, decidí que havia de ser de trial i descobrí que al mercat no n'hi havia cap. En vistes d'això, va pensar a construir-n'hi una ell mateix amb pneumàtics i altres peces que cercà en botigues i tallers, però resultà que tampoc no existia res de semblant. Fou aleshores quan decidí partir de zero i al seu despatx de Montesa en dissenyà una de cap a cap, tot definint-ne la geometria del xassís, forquilla i manillar, bieles, etc. Com que el seu fill tenia 6 anys, la va fer amb rodes de 16". Aquella bicicleta fou l'embrió de la futura Montesita T-5 (model pensat per a mainada de 5 a 8 anys), el primer prototipus de la qual estigué enllestit cap a 1978.

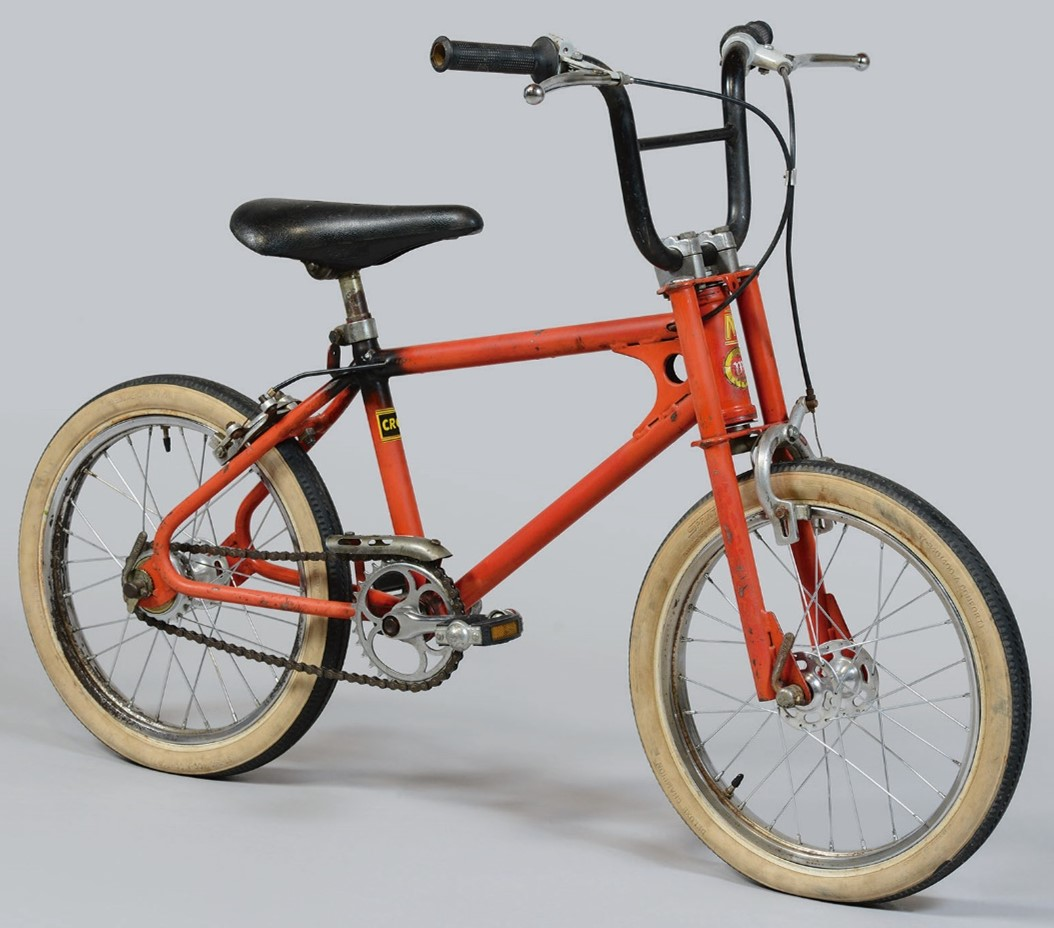
El primer prototip de "Montesita" que va fer Pere Pi cap al 1978

Després que l'Ot Pi provés el prototipus satisfactòriament al pati de casa seva, Pere Pi va construir dues noves bicicletes, la segona de les quals, la futura T-10, amb roda de 20" (la mida del pneumàtic anterior de la Montesa Cota 25). Simultàniament, va preparar un reglament similar al del trial però amb les diferències adients per a ser adaptat a la bicicleta, i batejà aquest nou esport com a Trialsín (reflectint la idea que era un trial "sense fum, sense soroll, sense motor").
Veient que aquest nou tipus de bicicleta podia tenir futur comercial, Pi li proposà a Pere Permanyer, l'amo de Montesa, de produir-la en sèrie. Permanyer hi accedí, però a condició que Pi se n'encarregués de tot i que ho fes fora de la fàbrica, ja que l'empresa no donava per a més. Aleshores Pi demanà la col·laboració de Josep Vilà -tècnic de Montesa- i tot dos varen fer els plànols de producció a casa seva, encarregant tot seguit els motlles i utillatges a tallers auxiliars, fins que al cap d'un any estigué tot a punt i es posaren en producció els primers models de Montesita: les T-5 i T- 10 (amb "T" de trial) i la C-10 (amb "C" de cross), aquesta darrera per a BMX amb plat gran i geometria diferent. Les primeres Montesita es comercialitzaren cap al novembre de 1979.
Gairebé al mateix temps, Jaume Argemí, company de Pi a Montesa, li contà que a Sant Feliu de Codines hi havia un noi que «pujava i baixava marges amb la bicicleta», i Pere Pi li demanà que el portés a la fàbrica per a provar les noves T-5 i T-10. Aquell noi resultà ser Andreu Codina, qui fins aleshores feia servir una bicicleta feta per Josep Figueras (amo d'una botiga de bicicletes i motocicletes al seu poble) partint d'una BH de bicicròs molt modificada. De fet, abans d'aleshores, Josep Figueras i altres tallers locals havien arribat a produir petites sèries de bicicletes de "trial" artesanals, com ara les Figueras, Rubies i Sans (el mateix Figueras va fabricar més endavant en sèrie el seu prototipus amb el nom de Fidan). Al mateix temps, Pi visità Josep Figueras a la seva botiga-taller per veure aquell prototipus, descobrint que era uns 6 cm més llarga que la T-10.
Un cop Codina hagué provat les Montesita, demanà a Pi d'allargar la T-10 (per igualar-la amb el prototipus de Figueras) i millorar-ne els frens, originant així el nou model T-15, que recollia també aportacions de dos altres pioners: Carles Montaner i Joan Solé. De passada, Pi creà la T-12 per al seu fill Ot.

### Èxit comercial i esportiu

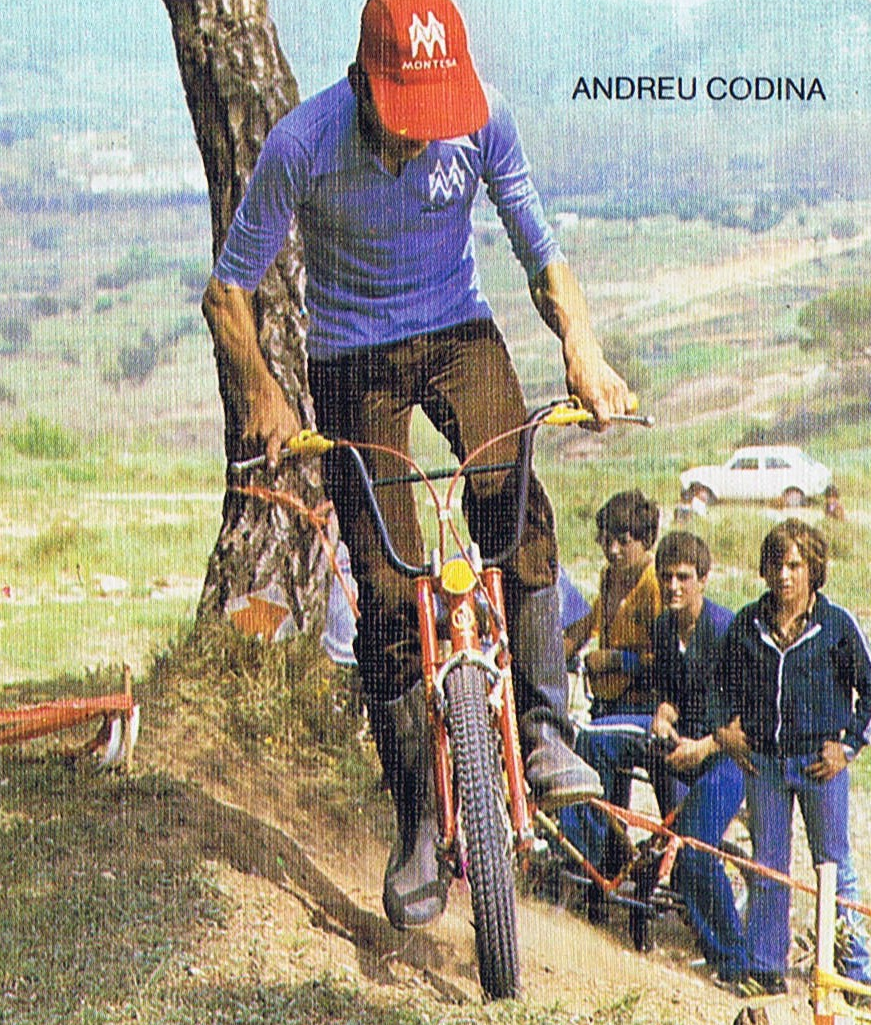
Andreu Codina fent trialsín amb la Montesita cap a 1981

Des del moment de la seva comercialització, les Montesita es consolidaren ràpidament dins el mercat. Tant el seu disseny com el seu concepte innovador representaven un trencament amb tot el que era habitual fins aleshores en la fabricació de bicicletes, i suposaren per a Montesa un èxit comercial immediat, tant a l'estat com a la resta d'Europa i fins i tot al Japó: les vendes s'enfilaren de seguida fins a límits inesperats (una botiga mitjana en comprava 25 unitats de cop, i també els importadors de motocicletes en volien), arribant-se'n a fabricar milers i agafant per sorpresa els fabricants de bicicletes convencionals. Aviat n'aparegueren competidors arreu del món.
De bon començament, Montesa decidí produir les Montesita a la mateixa fàbrica, de manera que s'hi muntà un departament especial per a les bicicletes amb una cadena de muntatge dissenyada per Pere Pi. Joan Céspedes (antic mecànic de motocròs de Pi) en fou nomenat encarregat i se li assignaren cinc operaris. En un any es va fer una producció superior a 6.000 unitats, les quals es varen vendre a tot el món, Japó inclòs (unes 500 a l'importador de Montesa i unes altres 500 a Honda).
L'èxit comercial anà acompanyat de l'esportiu. Per tal de promocionar la bicicleta, Pi muntà la Copa d'Europa de trialsín, en la qual les Montesita aconseguiren tota mena de campionats i triomfs a mans de pilots com ara Antonio Talavera, Pepe Marcos i Jordi Tarrés (futur campió del món de trial), a banda dels ja esmentats Andreu Codina, Ot Pi, Carles Montaner i Joan Solé. D'altres futurs campions del món de trialsín també començaren a practicar de petits amb una Montesita, com és el cas de Pep Ribera, Kenny Belaey i molts altres.

### 1983, la fi de les Montesita
La producció de les Montesita es va aturar de cop el 22 de setembre de 1983, quan Montesa entrà en crisi i presentà suspensió de pagaments. Veient que la situació de l'empresa no era gaire falaguera, Pere Pi l'abandonà i fundà Bicicletes Monty al cap de poc, una empresa que continuà amb la filosofia de les Montesita i que aviat esdevingué líder mundial del sector de les bicicletes de trial. Com a curiositat, la cadena de muntatge inicial de les Montesita és la mateixa que encara funciona actualment a Monty (contràriament a l'habitual, és circular i el material "petit" es col·loca en unes safates situades al davant dels operaris).

## Característiques

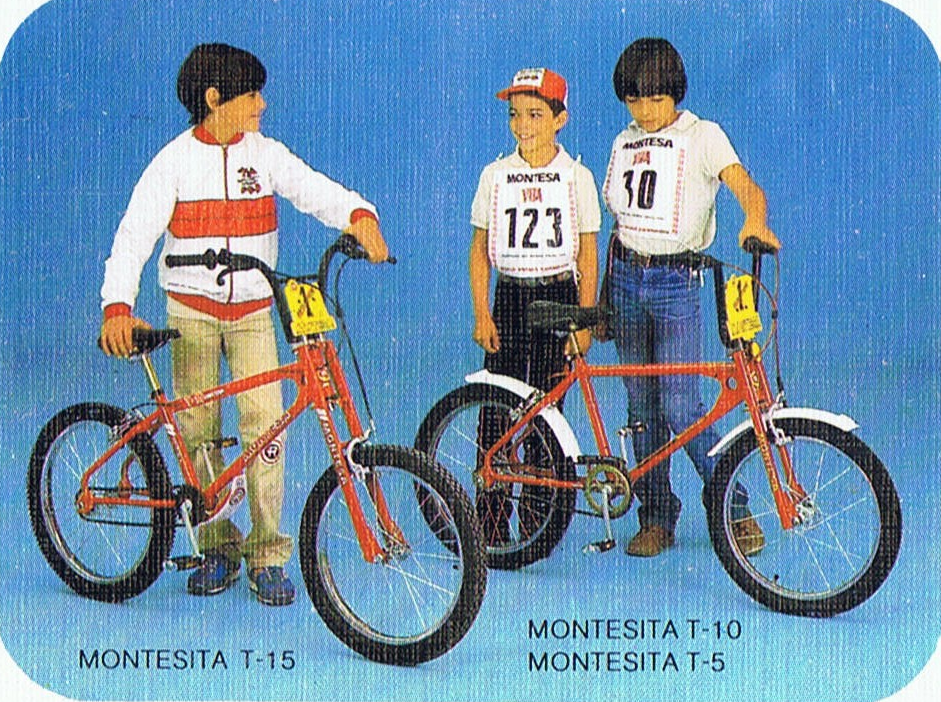
Montesita T-15 i T-10 en un fullet de 1981

Les principals innovacions de la Montesita eren el petit plat de 24 dents amb un característic protector de plàstic, els pneumàtics Pirelli de trial (de 20", aprofitant els de la Montesa Cota 25, per a la T-10 i uns de nou motllo per a la T-5), el pedaler de 135 mm de longitud, d'una sola peça, la forquilla fins a dalt per a evitar flexions, etc. A manca d'altres referents, les mesures de la T-10 es varen copiar de la Mongoose de BMX (una bicicleta nord-americana), ja que no se sabia quines mides hauria de tenir una bicicleta de trial atès que els qui competien en l'aleshores anomenat Bici-Trial ho feien amb preparacions més o menys artesanals de models de passeig o bicicròs.

### Tecnologia
Per tal de produir un model totalment nou de bicicleta com era aquell es varen haver de fer nombroses peces noves, amb els seus corresponents motlles i matrius, com ara el pedaler d'una sola peça (per a poder utilitzar els coixinets de la direcció de la Montesa Impala) amb els seus protectors especials de plàstic en color groc, la forquilla anterior de doble platina amb uns motlles importants, uns protectors de les manetes de fre a l'estil a les motos de trial i també tota l'estructura del xassís, manillar i els específics pneumàtics Pirelli de 16" per a les Montesita T-5 (per a la T-10, de 20", s'aprofitaren els del davant de la Cota 25). Els motlles es varen millorar amb l'aparició de les T-15 i T-12.

### Característiques comunes
Per bé que cada model de Montesita tenia les seves peculiaritats, tots compartien unes característiques bàsiques:
| Montesita "T-X" (Trialsín) | Montesita "T-X" (Trialsín)                                 |
| -------------------------- | ---------------------------------------------------------- |
| Quadre                     | D'acer estirat (disseny propi de Montesa). Color: vermelló |
| Forquilla                  | D'acer estirat. Doble platina. Color: vermelló             |
| Punys                      | De PVC (disseny propi de Montesa)                          |
| Manetes                    | Amal, disseny propi de Montesa                             |
| Selló                      | Negre (disseny propi de Montesa)                           |
| Pedals                     | Notario, d'acer i goma                                     |
| Bieles                     | D'acer forjat, disseny propi de Montesa                    |
| Cadena                     | Tipus "passeig", negra                                     |
| Llandes                    | D'acer cromat                                              |
| Boixes                     | D'acer, 28 raigs                                           |
| Raigs                      | D'acer (cromats)                                           |
| Frens                      | Olimpic "Balón", tipus ferradura                           |

## Versions

### Llista de versions produïdes
| Model                     | Disciplina                | Any                       | Unitats | Color   |
| ------------------------- | ------------------------- | ------------------------- | ------- | ------- |
| T-5                       | Trial                     | 1979                      | 1.524   | Vermell |
| T-10                      | Trial                     | 1979                      | 3.025   | Vermell |
| C-10                      | BMX                       | 1979                      | *       | Groc    |
| T-15                      | Trial                     | 1981                      | 6.944   | Vermell |
| T-12                      | Trial                     | 1982                      | 1.000   | Vermell |
| Total d'unitats produïdes | Total d'unitats produïdes | Total d'unitats produïdes | 12.493  |         |

1. ↑  Sense dades.

### T-5 i T-10
Fitxa tècnica
| Montesita                        | Montesita                            | Montesita                            | Montesita |
| -------------------------------- | ------------------------------------ | ------------------------------------ | --------- |
| Model                            | T-5                                  | T-10                                 |           |
| Any de llançament                | 1979                                 | 1979                                 |           |
| Unitats fabricades               | 1.524                                | 3.025                                |           |
| Manillar                         | Tub corbat amb reforç central. Negre | Tub corbat amb reforç central. Negre |           |
| Punys                            | Grocs                                | Grocs                                |           |
| Manetes                          | Cromades, amb cos metàl·lic negre    | Cromades, amb cos metàl·lic negre    |           |
| Pedals                           | Negres                               | Negres                               |           |
| Bieles                           | Monobloc, forjades d'acer. 135 mm    | Monobloc, forjades d'acer. 135 mm    |           |
| Pinyó                            | 20T, Urreta                          | 20T, Urreta                          |           |
| Plat                             | 36T, acer                            | 36T, acer                            |           |
| Pneumàtics                       | Pirelli ML14 2.00 x 16"              | Pirelli ML14 2 x 20"                 |           |
| Mesures                          |                                      |                                      |           |
| Distància entre eixos            | 75 cm                                | ?                                    |           |
| Distància pedaler-roda posterior | 32 cm                                | ?                                    |           |
| Alçada selló                     | Entre 58 i 75 cm                     | ?                                    |           |
| Amplada manillar                 | 58 cm                                | ?                                    |           |
| Alçada punys                     | 80 cm                                | ?                                    |           |
| Diàmetre rodes                   | 44 cm                                | ?                                    |           |
| Pes                              | 12,5 kg                              | ?                                    |           |

### C-10

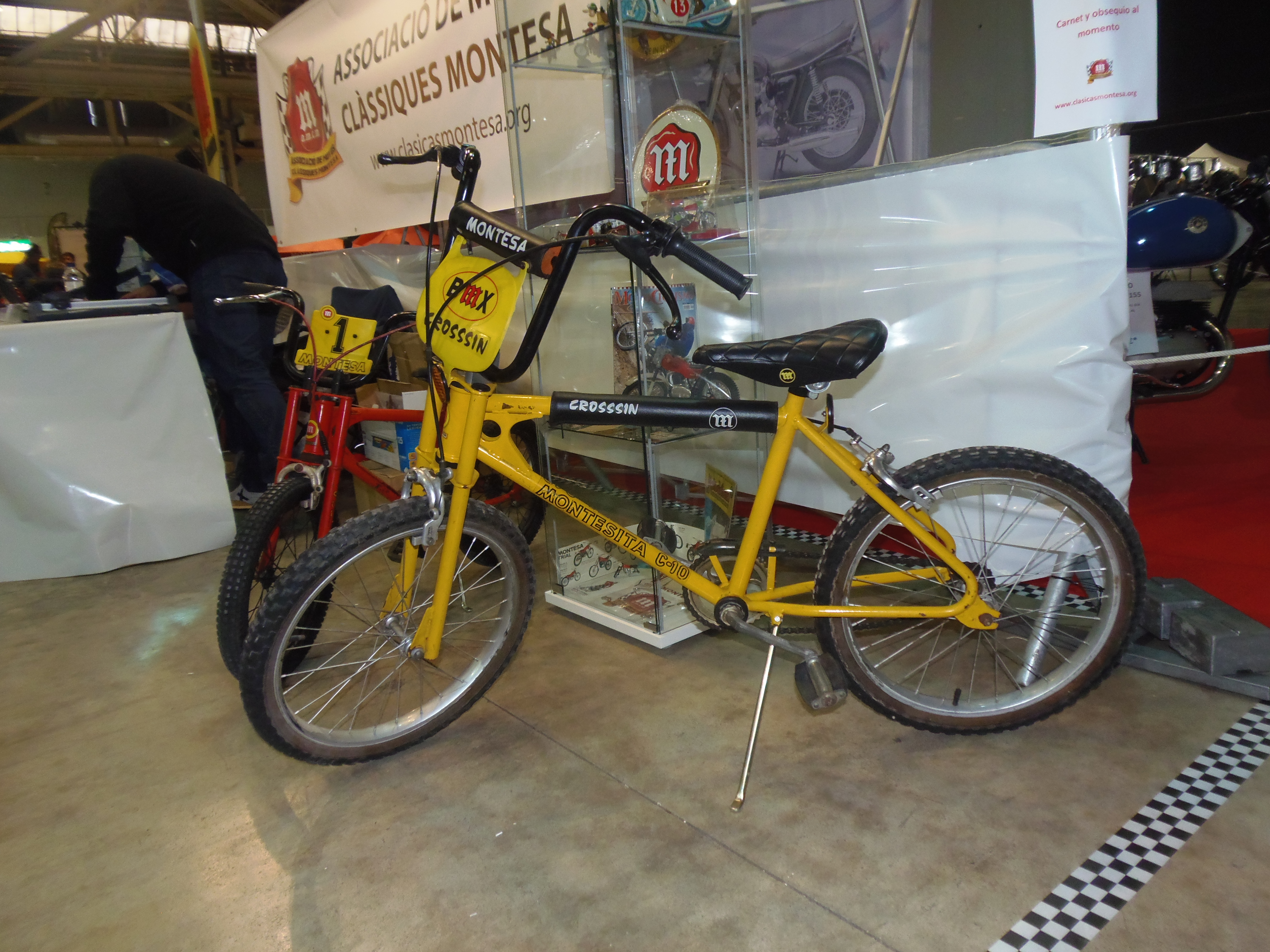
Una Montesita C-10

La C-10 nasqué amb motiu de la puixança del BMX durant la dècada de 1980. Aprofitant que havia de treure al mercat una bicicleta de trial, Montesa pensà a desenvolupar-ne també una per a aquesta altra disciplina, nascuda a Califòrnia deu anys abans. La C-10 es diferenciava de les Montesita de trial per anar pintada de groc i pels pneumàtics de cross, però la base era la T-10. Al mateix temps, ja que amb les T-5 i T-10 es llançà el trialsín, amb la C-10 s'intentà de popularitzar la denominació de Crosssin, però en aquest cas la idea no va quallar (com tampoc la denominació oficial d'aquest esport, bicicròs), i avui dia el BMX és conegut de forma unànime amb la seva denominació anglesa ("B" de bicicleta i "MX" de motocròs).

### T-15
Fitxa tècnica
| Montesita                      | Montesita                         | Montesita |
| ------------------------------ | --------------------------------- | --------- |
| Model                          | T-15                              |           |
| Any de llançament              | 1981                              |           |
| Unitats fabricades             | 6.944                             |           |
| Manillar                       | Tipus palmera                     |           |
| Punys                          | Negres                            |           |
| Manetes                        | Amal d'alumini                    |           |
| Pedals                         | Metàl·lics i goma, negres         |           |
| Bieles                         | Monobloc, forjades d'acer. 135 mm |           |
| Pinyó                          | 20T Urreta                        |           |
| Plat                           | 24T, acer                         |           |
| Pneumàtics                     | Pirelli ML14 (2,125 x 20")        |           |
| Mesures                        |                                   |           |
| Distància entre eixos          | Entre 985 i 1.000 mm              |           |
| Distància lliure               | 240 mm                            |           |
| Alçada mínima selló            | 670 mm                            |           |
| Amplada manillar               | 680 mm                            |           |
| Alçada mitja manillar          | 940 mm                            |           |
| Centre selló a centre manillar | 660 mm                            |           |
| Pes                            | 14 kg                             |           |

### T-12
Fitxa tècnica
| Montesita                      | Montesita                                        |
| ------------------------------ | ------------------------------------------------ |
| Model                          | T-12                                             |
| Any de llançament              | 1982                                             |
| Unitats fabricades             | 1.000                                            |
| Manillar                       | Amb reforç central                               |
| Punys                          | Negres                                           |
| Manetes                        | Color negre (maneta i cos), metàl·liques         |
| Pedals                         | D'acer, vermells                                 |
| Bieles                         | Pedaler tipus 3 peces de clau de quadrat. 135 mm |
| Pinyó                          | 18T Urreta                                       |
| Plat                           | 20T, acer                                        |
| Pneumàtics                     | Firestone SprintCross (2,125 x 20")              |
| Mesures                        |                                                  |
| Distància entre eixos          | Entre 915 i 925 mm                               |
| Distància lliure               | 230 mm                                           |
| Alçada mínima selló            | 600 mm                                           |
| Amplada manillar               | 660 mm                                           |
| Alçada mitja manillar          | 895 mm                                           |
| Centre selló a centre manillar | 570 mm                                           |
| Pes                            | 12 kg                                            |